# Scutellaria brittonii
Scutellaria brittonii là một loài thực vật có hoa trong họ Hoa môi. Loài này được Porter miêu tả khoa học đầu tiên năm 1894.